# Unirea Tricolor Bucarest
Maillots
L'Unirea Tricolor Bucarest est un club de football roumain basé à Bucarest et aujourd'hui disparu. Il disputait ses matchs à domicile au Stadionul Unirea.

## Histoire
Le club a été fondé en 1926, à la suite de la fusion de deux clubs de Bucarest, l'Unirea et le Tricolor. Il prend part au championnat national en 1927 après avoir gagné le titre régional de Bucarest et y atteindra les demi-finales. Sa première participation au championnat élite de Roumanie se déroule lors de la saison 1932-1933, il a participé à 9 saisons de D1 et a remporté le dernier championnat organisé avant la Seconde Guerre mondiale, lors de la saison 1940-1941. Il atteint également deux fois la finale de la Coupe de Roumanie, en 1936 et 1941, manquant le doublé Coupe-championnat. Le club ne pourra pas défendre son titre, la guerre interrompant le déroulement de la compétition pendant cinq ans.

Après la guerre, le club subit de profondes modifications de la part du gouvernement. En effet, le régime communiste impose à toute association sportive de se lier à une compagnie ou une institution gouvernementale. Le 14 mai 1948, l'UT Bucarest forme avec un autre club de Bucarest, le Ciocanul, le futur FC Dinamo Bucarest, le club est sous l'égide du Ministère de l'Intérieur roumain. Le Ciocanul deviendra le Dinamo Bucarest A et le Tricolor le Dinamo Bucarest B. Le club cesse ainsi d'exister en tant qu'entité indépendante.

Après une relégation en Divizia B en 1948, le club est déplacé de Bucarest à Brașov, où il prend le nom de Dinamo Brasov. En 1958, il déménage de nouveau, cette fois à Cluj-Napoca, juste avant de disparaître.

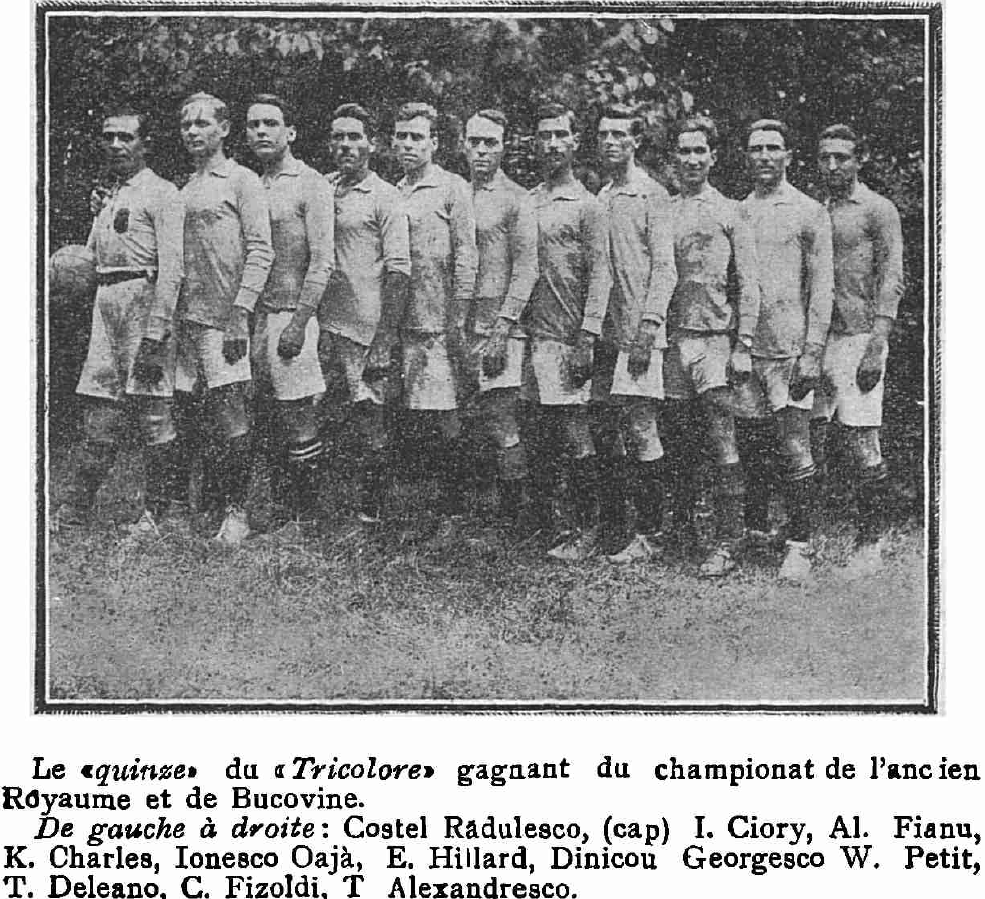
Unirea Tricolor en 1922

## Palmarès
- Championnat de Roumanie
  - Vainqueur : 1941

- Coupe de Roumanie :
  - Finaliste : 1936, 1941

## Grands noms
- Ioan Bogdan
- Stefan Carjan
- Constantin Radulescu
- Traian Iordache
- Valeriu Niculescu
- Alexandru Ene
- Titus Ozon
- Ștefan Stănculescu
- Virgil Economu (entraîneur)

## Noms successifs
- 1926 : Unirea Tricolor Bucarest
- Mai 1948 : Dinamo Bucarest B
- 1950 : Dinamo Brasov